# Przychód (Mława)
Pour les articles homonymes, voir Przychód.
Przychód (prononciation : [ˈpʂɨxut]) est un village polonais de la gmina de Szreńsk dans le powiat de Mława de la voïvodie de Mazovie dans le centre-est de la Pologne.
Il se situe à environ 2 kilomètres à l'est de Szreńsk (siège de la gmina), 19 kilomètres au sud-ouest de Mława (siège du powiat) et à 107 kilomètres au nord-ouest de Varsovie (capitale de la Pologne).

## Histoire
De 1975 à 1998, le village appartenait administrativement à la voïvodie de Ciechanów.